# Стів Єдлін
Стів Йедлін, ASC, (англ. Steve Yedlin, народився 29 вересня 1975 року) - американський кінооператор, який навчався в Школі кінематографічних мистецтв Університету Південної Каліфорнії. Він найбільш відомий завдяки співпраці з режисером Раяном Джонсоном у його фільмах. З 2015 року Єдлін є членом Американського товариства кінематографістів . Серед найвідоміших його робіт - фільми "Цеглина", "Брати Блум", "Петля часу", "Зоряні війни: Останні джедаї" і "Ножі наголо". Серед додаткових робіт - фільми "Розлом Сан-Андреас" і "Керрі".